# معرفی فصل
معرفی فصل (به انگلیسی: Disjunction introduction) یک قاعدۀ استنتاج حساب گزاره‌ای و تقریباً هر دستگاه صوری دیگری است. این قاعده این امکان را فراهم می‌کند که ترکیب فصلی‌ها را به براهین منطقی وارد کنیم.
این قاعده را می‌توان به‌صورت زیر بیان کرد:
{\displaystyle {\frac {P}{\therefore P\lor Q}}}